# Autoroute A557 (France)
L'autoroute française A557 est une antenne reliant l'A55 à l'A7 dans la ville de Marseille dont la longueur ne dépasse pas 2 km.
Cet axe en 1 × 2 voies n'existe que dans le sens A7 vers A55 (cas unique en France) et est composé de viaducs en pleine ville (sauf au niveau du passage en aérien du métro 2 où se situe l'unique sortie du tronçon). Le deuxième des deux viaducs passe au-dessus d'une gare de fret ferroviaire et de l'A55 (elle-même déjà en viaduc) avant de se raccorder à cette dernière, surplombant le grand port maritime de Marseille.

## Sorties
- Échangeur entre A7 et A557 : Aix-en-Provence, Avignon, Lyon (de Lyon)
- 3 Le Canet à 1 km (obligatoire pour les véhicules plus de 3,5 tonnes) : L'Estaque (A55), La Joliette, Vieux-Port, Arenc, Les Ports, Gare maritime
- Échangeur entre A55 et A507 : Marseille - Vieux-Port (vers Marseille)